# 56.ª División (Ejército Popular de la República)
La 56.ª División fue una de las divisiones del Ejército Popular de la República que se organizaron durante la guerra civil española sobre la base de las Brigadas Mixtas. Estuvo compuesta por unidades pertenecientes al Cuerpo de Carabineros.

## Historia
Anteriormente una división en el frente del Norte ya había empleado esta numeración.
La unidad fue creada en abril de 1938, inicialmente como División «Bellvís» o División «C», hasta que finalmente adoptó su denominación definitiva. Estuvo compuesta por las brigadas mixtas 3.ª, 56.ª y 179.ª —algunas estaban formadas por carabineros—. La división quedó adscrita al XII Cuerpo de Ejército, que constituía la reserva del Ejército del Ebro. En agosto las brigadas mixtas 3.ª y 179.ª participaron en un fallido ataque sobre Villanueva de la Barca, en el frente del Segre; posteriormente intervinieron en los combates de Serós. Por su parte, la 56.ª BM estuvo desplegada en el frente del Ebro, participando en noviembre en la ofensiva republicana sobre la cabeza de puente de Serós.
En diciembre de 1938, al comienzo de la campaña de Cataluña, la división tuvo un mal desempeño y ante el ataque enemigo se retiró de sus posiciones, quedando prácticamente dispersada. Como consecuencia de ello el comandante de la división, Ricardo Gómez García, habría sido rebajado y puesto al mando de una unidad menor. En enero de 1939, en plena retirada republicana, fue brevemente asignada al XV Cuerpo de Ejército y al XXIV Cuerpo de Ejército.
La unidad resultaría destruida durante la campaña de Cataluña.

## Mandos
Comandantes
- teniente coronel de carabineros Ricardo Gómez García;
- mayor de milicias Hermenegildo Roca Oliver;

Jefes de Estado Mayor
- capitán de carabineros Ángel Martínez Ezquerro;